# Барр, Раймон
Раймон Октав Жозеф Барр (фр. Raymond Octave Joseph Barre; 12 апреля 1924, Сен-Дени, Реюньон — 25 августа 2007, Париж) — премьер-министр Франции в 1976—1981 годах при президенте республики Валери Жискар д'Эстене.

## Биография
После завершения образования преподавал экономику в Институте политических исследований и École Centrale Paris.
В 1959—1962 годах возглавлял секретариат министра промышленности Жана Марселя Жаннени.
В 1967—1973 годах европейский комиссар по экономическим и финансовым делам.
В январе 1976 года назначен министром внешней торговли. С 26 августа 1976 года премьер-министр. С 27 августа 1976 по 5 апреля 1978 года одновременно с постом премьера занимал пост министра финансов. До назначения премьер-министром был известен прежде всего как экономист и политической фигурой не был, а в дальнейшем, будучи премьером, продолжал дистанцироваться от текущей политической борьбы. Проводил политику «жёсткой экономии»: сокращение социальных обязательств и финансирования программ в рамках концепции франкофонии. Политика Барра считается одним из проявлений кризиса голлизма. Жискар д’Эстэн называл Барра «лучшим экономистом Франции».
После победы социалиста Франсуа Миттерана над Жискаром на выборах 1981 года Барр вышел в отставку, однако к середине 1980-х годов после ряда неудач социалистов стал рассматриваться как перспективный кандидат и одно время даже опережал Миттерана по рейтингу. Однако к моменту президентских выборов 1988 года Миттеран вернул популярность, и Барр, представлявший на них центристский Союз за французскую демократию, не вышел даже во второй тур (16 %), пропустив вперёд голлиста Жака Ширака (19 %).
После этого Барр занимал пост мэра Лиона с 1995 по 2001 год вплоть до произошедшего в администрации города финансового скандала. Раймон Барр окончательно покинул политику в 2002 году.
Книга Барра «Политическая экономия» выдержала во Франции более 10 изданий.
С апреля 2007 года он проходил лечение в больнице от сердечного заболевания. Умер 25 августа 2007 года в Париже. У него осталась жена и двое сыновей.

## Память
- Именем Раймона Барра назван трамвайно-велосипедно-пешеходный мост через Рону в Лионе (фр. Pont Raymond-Barre), возведённый в 2013 году.

## Произведения
- Барр Р. Политическая экономия = Économie Politique. В 2 т. / Пер. с фр. — М.: Международные отношения, 1994.